# 페어플레이 (애플)
페어플레이(FairPlay)는 애플에서 비디오, 책, 앱, 그리고 과거에는 음악을 보호하기 위해 개발한 디지털 권리 관리(DRM) 기술 제품군이다.

## 음악
페어플레이의 초기 버전은 아이튠즈 스토어의 음악을 보호하기 위해 만들어졌으며, 현재 활발히 사용되지 않는 유일한 페어플레이 버전이다.

### 기술적 세부 사항
페어플레이는 MP4 멀티미디어 파일 형식에 AAC 오디오 계층을 암호화하여 내장되어 있다. 페어플레이로 보호된 파일은 암호화된 AAC 오디오 계층을 가진 일반적인 MP4 컨테이너 파일이다. 이 계층은 AES 알고리즘을 사용하여 암호화된다. 오디오 계층을 해독하는 데 필요한 마스터 키는 MP4 컨테이너 파일에 암호화된 형태로 저장된다. 마스터 키를 해독하는 데 필요한 키를 "사용자 키"라고 한다. 사용자가 아이튠즈로 새 컴퓨터를 등록하면, 장치는 애플 서버에 인증을 요청하여 사용자 키를 획득한다. 파일을 재생하려고 시도하면 파일 내에 저장된 마스터 키가 사용자 키와 일치하는지 확인하며, 성공하면 재생을 허용한다. 페어플레이는 음악을 무제한의 아이팟에 동기화하고 트랙을 무제한의 CD에 구울 수 있도록 허용하지만, 특정 재생 목록은 수정하지 않고 7번만 구울 수 있다 (이 제한은 곡의 위치를 변경하여 우회할 수 있다). 재생은 아이튠즈를 통해 인증된 5대의 컴퓨터로 제한된다. 컴퓨터는 인증을 해제하고 다른 컴퓨터를 대신 인증할 수 있다. 2004년 4월 이전에는 재생 목록 굽기 제한이 10회, 컴퓨터 제한이 3대였다. 애플은 음반사들의 요구로 재생 목록 제한을 7회로 줄였다.

### 소송
2005년 1월, 한 아이튠즈 고객이 애플을 상대로 소송을 제기했는데, 이는 애플이 페어플레이와 아이튠즈를 사용하여 구매한 음악이 회사의 자체 음악 플레이어인 아이팟에서만 작동하도록 하여 경쟁업체를 배제함으로써 독점금지법을 위반했다고 주장했다. 2011년 3월, 블룸버그는 당시 애플의 CEO였던 스티브 잡스가 증언을 해야 할 것이라고 보도했다. 2012년 5월, 이 사건은 집단 소송으로 변경되었다. 같은 시기에 주요 독점 금지 주장은 애플이 경쟁 음악 상점과의 동기화 호환성을 방해하는 방식으로 보안 패치와 함께 아이튠즈 소프트웨어를 고의로 업데이트했다는 믿음을 포함하도록 변경되었다. 2006년 9월 12일에서 2009년 3월 31일 사이에 아이팟을 구매한 모든 아이팟 소유자는 참여하지 않기로 선택하지 않는 한 집단 소송에 포함되었다. 2014년 12월, 애플은 제기된 주장에 대해 재판을 진행했으며, 상대측 원고 변호사는 약 8백만 명의 피해 고객에게 3억 5천만 달러의 손해 배상을 요구했다. 몇 주 후, 배심원단은 당시 새로 나온 아이튠즈 버전이 "진정한 제품 개선"이라고 언급하며 애플의 손을 들어주어 사건은 종결되었다.

### 우회/제거
페어플레이에 의해 부과된 제한, 주로 제한된 장치 호환성은 비판을 불러일으켰고, 결국 애플의 승리로 끝난 독점금지법 위반 소송과 함께 파일에서 DRM 보호를 제거하기 위한 다양한 성공적인 노력들이 있었으며, 애플은 이러한 프로젝트에 대응하기 위해 소프트웨어를 지속적으로 업데이트했다.
페어플레이 시스템 도입 이후, 여러 당사자들이 페어플레이 보호 파일의 암호화를 우회하거나 제거하려고 시도했고 성공했다. 2006년 10월, 존 레흐 요한센은 페어플레이를 역설계했으며, 자신들의 미디어를 애플 장치에서 재생하려는 회사에 기술 라이선스를 시작할 것이라고 발표했다. 여러 미디어 출판물에서 DRM 제거 소프트웨어에 대해 다루었지만, 애플은 이러한 옵션에 대응하기 위해 소프트웨어를 지속적으로 업데이트하여 업그레이드된 DRM 시스템과 단종된 DRM 제거 소프트웨어를 초래했다.

#### 리얼네트웍스와 하모니 기술
2004년 7월, 리얼네트웍스는 하모니 기술을 도입했다. 하모니 기술은 회사의 리얼플레이어에 내장되어 리얼플레이어 뮤직 스토어 사용자가 아이팟에서 노래를 재생할 수 있도록 했다. 보도 자료에서 리얼네트웍스는 하모니가 소비자에게 "디지털 음악을 구매할 때 특정 휴대용 장치에 묶이는 제약에서 해방"시켜주는 큰 이점이라고 주장했다. 이에 대해 애플은 다음과 같은 성명을 발표했다.

리얼네트웍스가 아이팟을 침해하기 위해 해커의 전술과 윤리를 채택한 것에 경악하며, DMCA 및 기타 법률에 따라 그들의 행동이 미치는 영향을 조사하고 있습니다.

리얼네트웍스는 "헤이 애플! 내 아이팟을 부수지 마"라는 제목의 인터넷 청원을 시작하여 아이팟 사용자들에게 리얼의 행동을 지지해 달라고 요청했다. 이 청원은 리얼의 전술을 비판하는 댓글이 달리면서 역효과를 냈지만, 일부 논평가들은 지지하기도 했다. 2004년 말, 애플은 하모니 기술을 무력화하는 방식으로 소프트웨어를 업데이트했고, 리얼네트웍스는 당시 곧 출시될 수정 프로그램을 약속했다.
2005년 8월, 리얼네트웍스의 SEC filing은 하모니 기술의 지속적인 사용이 애플로부터의 소송 가능성으로 인해 상당한 위험을 초래할 수 있다고 공개했다. 이는 법원이 기술이 합법적이라고 동의하더라도 방어 비용이 많이 들 수 있기 때문이다. 또한, 애플이 하모니의 기능을 의도적으로 "무력화"하기 위해 기술을 변경할 가능성은 리얼의 사업에 해를 끼칠 수 있다는 가능성을 높였다.

##### 힘
Hymn (Hear Your Music aNywhere의 약자)은 사용자가 아이튠즈 스토어에서 구매한 음악의 페어플레이 DRM을 제거할 수 있도록 하는 오픈 소스 도구였다. 나중에 QTFairUse6으로 대체되었다. Hymn 프로젝트는 나중에 애플의 중단 명령 후 종료되었다.

### 스티브 잡스의 "음악에 대한 생각" 공개 서한
2007년 2월 6일, 당시 애플의 CEO였던 스티브 잡스는 애플 웹사이트에 "음악에 대한 생각"(Thoughts on Music)이라는 제목의 공개 서한을 발표하여 "빅 4" 레코드 레이블에 DRM 기술 없이 음악을 판매할 것을 촉구했다. 이 서한에 따르면 애플은 DRM 사용을 원하지 않았지만, 아이튠즈 음악 판매에 대한 라이선스 계약을 맺은 4대 주요 음반사에 의해 강요당했다. 잡스의 주요 요점은 다음과 같다.
- DRM은 결코 완벽하지 않았고 앞으로도 완벽하지 않을 것이다. 해커들은 항상 DRM을 깨뜨릴 방법을 찾을 것이다.
- DRM 제한은 합법적으로 음악을 사용하는 사람들에게만 해를 끼친다. 불법 사용자는 DRM의 영향을 받지 않는다.
- DRM의 제한은 사용자가 제한 없는 음악을 얻도록 장려하며, 이는 일반적으로 불법적인 방법을 통해서만 가능하다. 따라서 아이튠즈와 그들의 수익을 우회한다.
- 대부분의 음악은 CD를 통해 DRM 없이 판매되며, 이는 상업적으로 성공적인 것으로 입증되었다.

#### 반응
공개 서한은 처음에는 업계에서 엇갈린 반응을 얻었지만, 애플은 다음 달에 한 주요 레코드 레이블과 계약을 맺고 아이튠즈 고객에게 해당 레이블의 트랙을 더 높은 품질의 DRM 프리 버전으로 구매할 수 있는 옵션을 제공하기 시작했다.
잡스의 서한은 엇갈린 반응을 얻었다. 블룸버그는 여러 관점을 강조했다. DRM 프리 음악 소매업체인 eMusic의 사장인 데이비드 B. 파크먼은 잡스의 의견에 동의하며, "소비자는 구매한 미디어가 제조업체에 관계없이 모든 장치에서 재생 가능하고 자의적인 사용 제한에 얽매이지 않는 세상을 선호한다. DRM은 오로지 소비자 선택을 제한하고, 더 큰 디지털 음악 시장이 형성되는 것을 방해하며, 종종 소비자를 기술 회사의 야망에 무의식적인 공범으로 만든다"고 말했다. 음악 구독 서비스 Ruckus의 CEO인 마이크 베벨은 이 서한이 초점을 전환하려는 노력이라고 설명하며, "이것은 스티브 잡스가 자신의 독점적인 DRM을 공개하지 않는다는 사실에 대한 비난을 피하는 방법이다. ... 레이블은 콘텐츠를 보호할 모든 권리가 있으며, 레이블에 등을 돌려 모든 DRM을 없애야 한다고 말하는 것은 좋은 파트너십의 서약으로 보이지 않는다. ... 그는 논란을 조작하려 한다"고 말했다. 익명의 음반사 임원은 "가장 성공적인 DRM 사례를 모든 과정에서 가지고 있으며, 지난 크리스마스에 사람들이 엄청난 양의 음악을 구매한 사람이 갑자기 태도를 바꾸는 것은 아이러니하다"고 말했다. 뉴욕 타임스의 기사에서 TAG Strategic의 전무 이사 테드 코언은 이러한 변화가 "소비자 가전 기기 세계에는 명백한 승리가 될 수 있지만, 콘텐츠 회사에는 잠재적인 재앙이 될 수 있다"고 언급했다. 미국 음반 산업 협회는 잡스가 스스로 거부했던 페어플레이 기술을 다른 회사에 라이선스하는 아이디어에 특별히 강조하며, 그러한 라이선스는 "환영할 만한 돌파구이자 팬, 아티스트, 레이블에게 진정한 승리가 될 것"이라고 말했다.

#### 아이튠즈 스토어 DRM 변경
2007년 4월, 애플과 EMI 음반사는 아이튠즈 스토어가 추가적인 고품질 구매 옵션으로 페어플레이 또는 다른 DRM이 없는 256kbit/s AAC로 인코딩된 EMI 카탈로그의 트랙을 제공하기 시작할 것이라고 발표했다. 2009년 1월, 애플은 모든 주요 음반사와 "수천 개의 독립 레이블"과의 계약을 통해 전체 아이튠즈 스토어 음악 카탈로그가 고품질의 DRM 프리 형식으로 제공될 것이라고 발표했다. 2015년 6월 30일에 출시된 애플의 구독 기반 음악 스트리밍 서비스인 애플 뮤직은 DRM 기술을 사용한다.

## 페어플레이 스트리밍
페어플레이 스트리밍(FPS)은 iOS 장치, 애플 TV 및 macOS의 Safari에서 HTTP 라이브 스트리밍 (HLS)을 통해 전송되는 비디오를 보호한다. 콘텐츠 제공자 서버는 먼저 AES 암호화를 사용하여 콘텐츠 키로 암호화된 비디오를 클라이언트 애플리케이션에 전달한다. 그런 다음 애플리케이션은 장치의 페어플레이 모듈에 세션 키를 요청한다. 세션 키는 무작위로 생성된 논스(nonce)이며, 제공자의 공개 키로 RSA 암호화되어 제공자 서버에 전달된다. 제공자 서버는 세션 키를 사용하여 콘텐츠 키를 암호화하고 이를 페어플레이 모듈에 전달하며, 페어플레이 모듈은 이를 해독하여 재생을 위한 콘텐츠를 해독하는 데 사용한다.
iOS 및 애플 TV에서는 세션 키 처리 및 콘텐츠 해독이 커널에서 이루어지며, macOS에서는 Safari의 페어플레이 콘텐츠 해독 모듈을 사용하여 이루어진다.

## 앱
앱 스토어에서 다운로드한 앱은 앱용 페어플레이 DRM의 변형을 사용하여 보호되고 코드 서명된다. 페어플레이 DRM은 iCloud 계정으로 장치가 등록될 때 공개/개인 키 쌍을 생성하고, 앱 암호화 키를 "공개" 키(애플 서버에 보관됨)로 암호화하여 장치에서 "개인" 키로 해독할 수 있도록 한다.

### 문제
2012년 7월, 페어플레이로 보호된 앱 생성에 문제가 발생하여 바이너리가 손상되고 작동이 중지되는 문제가 있었다.
중간자 공격의 한 형태를 허용하는 결함이 iOS 장치가 컴퓨터에 연결될 때 임의의 소프트웨어 패키지(악성 소프트웨어 포함)를 설치하는 데 사용될 수 있다.